# Iain Fraser (Eishockeyspieler)
Iain James Fraser (* 10. August 1969 in Scarborough, Ontario) ist ein ehemaliger kanadischer Eishockeyspieler, der im Verlauf seiner aktiven Karriere zwischen 1986 und 2007 unter anderem 98 Spiele für die New York Islanders, Nordiques de Québec, Dallas Stars, Edmonton Oilers, Winnipeg Jets und San Jose Sharks in der National Hockey League (NHL) sowie 186 weitere Partien für die Schwenninger Wild Wings, Berlin Capitals und Frankfurt Lions in der Deutschen Eishockey Liga (DEL) auf der Position des Centers bestritten hat.

## Karriere
Fraser spielte zunächst vier Jahre von 1986 bis 1990 in der Ontario Hockey League bei den Oshawa Generals. Nachdem er in den ersten beiden Spielzeiten nur sporadisch zum Einsatz gekommen war, entwickelte er sich mit 90 Punkten aus 62 Spielen zu einem der Topscorer des Teams. Im folgenden Jahr konnte er seine Punktausbeute um weitere 15 steigern und führte das Team sowohl zum Gewinn des J. Ross Robertson Cup, der Meisterschaft der OHL, als auch zum Gewinn des Memorial Cups. Er selbst wurde dabei mit der Stafford Smythe Memorial Trophy für den besten Spieler des Memorial-Cup-Turnieres ausgezeichnet.
Zum Beginn des Spieljahres 1990/91 nahmen ihn die New York Islanders unter Vertrag, die ihn im NHL Entry Draft 1989 in der zwölften Runde an 233. Position ausgewählt hatten. Die ersten drei Jahre als Profi verbrachte der Mittelstürmer ausschließlich bei den Capital District Islanders in der American Hockey League, ehe er in der Saison 1992/93 erstmals in sieben NHL-Spielen eingesetzt wurde. In den folgenden fünf Spielzeiten bis 1998 spielte Fraser für die Nordiques de Québec, Dallas Stars, Edmonton Oilers, Winnipeg Jets und San Jose Sharks, kam aber auf insgesamt lediglich 94 NHL-Partien, in denen er 46 Punkte erzielte. Die meisten Spiele bestritt er für Quebec in der Saison 1993/94 mit 60.
Im Sommer 1998 verließ der Kanadier den nordamerikanischen Kontinent und wechselte in die Deutsche Eishockey Liga zu den Schwenninger Wild Wings, wo er zwei Jahre lang spielte. Weitere DEL-Stationen waren in den Spielzeiten 2000/01 und 2001/02 die Berlin Capitals und Frankfurt Lions. Es folgten weitere Wechsel, zunächst wieder nach Nordamerika in die West Coast Hockey League zu den Fresno Falcons, dann zurück nach Europa. Dort spielte er in Großbritannien und Italien. Nach acht Spielen in der Saison 2006/07 beendete er seine aktive Karriere.

### International
Fraser repräsentierte die kanadische Nationalmannschaft bei der Weltmeisterschaft 1995. Mit neun Punkten in acht Spielen hatte er maßgeblichen Anteil am Gewinn der Bronzemedaille.

## Erfolge und Auszeichnungen
| - 1990 Leo Lalonde Memorial Trophy - 1990 J.-Ross-Robertson-Cup-Gewinn mit den Oshawa Generals - 1990 Memorial-Cup-Gewinn mit den Oshawa Generals | - 1990 Memorial Cup All-Star Team - 1990 Stafford Smythe Memorial Trophy - 1993 AHL Second All-Star Team |

### International
- 1995 Bronzemedaille bei der Weltmeisterschaft

## Karrierestatistik

### International
Vertrat Kanada bei:
- Weltmeisterschaft 1995

(Legende zur Spielerstatistik: Sp oder GP = absolvierte Spiele; T oder G = erzielte Tore; V oder A = erzielte Assists; Pkt oder Pts = erzielte Scorerpunkte; SM oder PIM = erhaltene Strafminuten; +/− = Plus/Minus-Bilanz; PP = erzielte Überzahltore; SH = erzielte Unterzahltore; GW = erzielte Siegtore; 1 Play-downs/Relegation; Kursiv: Statistik nicht vollständig)